# 11회 농심 신라면배 세계바둑 최강전
11회 농심 신라면배 세계바둑 최강전은 대한민국, 중국, 일본의 한국이 우승했다.  

## 대국 결과
| 대국 | 대국일자 | 대국일자  | 차전  | 장소                   | 승자             | 패자                 | 결과             | 기보                             |
| ---- | -------- | --------- | ----- | ---------------------- | ---------------- | -------------------- | ---------------- | -------------------------------- |
| 1    | 2009년   | 11월 25일 | 1차전 | 중국 베이징 한국문화원 | 김지석 六단      | 야마시타 게이고 九단 | 154수 백 불계승  | [ 깨진 링크 ( 과거 내용 찾기 ) ] |
| 2    | 2009년   | 11월 26일 | 1차전 | 중국 베이징 한국문화원 | 김지석 六단      | 딩웨이 九단          | 240수 백 불계승  | [ 깨진 링크 ( 과거 내용 찾기 ) ] |
| 3    | 2009년   | 11월 27일 | 1차전 | 중국 베이징 한국문화원 | 김지석 六단      | 다카오 신지 九단     | 287수 백 반집승  | [ 깨진 링크 ( 과거 내용 찾기 ) ] |
| 4    | 2009년   | 11월 28일 | 1차전 | 중국 베이징 한국문화원 | 셰허 七단        | 김지석 六단          | 196수 백 불계승  | [ 깨진 링크 ( 과거 내용 찾기 ) ] |
| 5    | 2010년   | 1월 18일  | 2차전 | 부산 농심호텔          | 셰허 七단        | 이야마 유타 九단     | 160수 백 불계승  | [ 깨진 링크 ( 과거 내용 찾기 ) ] |
| 6    | 2010년   | 1월 19일  | 2차전 | 부산 농심호텔          | 셰허 七단        | 김승재 三단          | 261수 백 1집반승 | [ 깨진 링크 ( 과거 내용 찾기 ) ] |
| 7    | 2010년   | 1월 20일  | 2차전 | 부산 농심호텔          | 셰허 七단        | 야마다 기미오 九단   | 181수 흑 불계승  | [ 깨진 링크 ( 과거 내용 찾기 ) ] |
| 8    | 2010년   | 1월 21일  | 2차전 | 부산 농심호텔          | 셰허 七단        | 윤준상 七단          | 152수 백 불계승  | [ 깨진 링크 ( 과거 내용 찾기 ) ] |
| 9    | 2010년   | 1월 22일  | 2차전 | 부산 농심호텔          | 하네 나오키 九단 | 셰허 七단            | 235수 흑 불계승  | [ 깨진 링크 ( 과거 내용 찾기 ) ] |
| 10   | 2010년   | 1월 23일  | 2차전 | 부산 농심호텔          | 하네 나오키 九단 | 박영훈 九단          | 191수 흑 불계승  | [ 깨진 링크 ( 과거 내용 찾기 ) ] |
| 11   | 2010년   | 3월 9일   | 3차전 | 중국 상하이 한국문화원 | 류싱 七단        | 하네 나오키 九단     | 243수 흑 5집반승 | [ 깨진 링크 ( 과거 내용 찾기 ) ] |
| 12   | 2010년   | 3월 10일  | 3차전 | 중국 상하이 한국문화원 | 이창호 九단      | 류싱 七단            | 147수 흑 불계승  | [ 깨진 링크 ( 과거 내용 찾기 ) ] |
| 13   | 2010년   | 3월 11일  | 3차전 | 중국 상하이 한국문화원 | 이창호 九단      | 구리 九단            | 237수 흑 불계승  | [ 깨진 링크 ( 과거 내용 찾기 ) ] |
| 14   | 2010년   | 3월 12일  | 3차전 | 중국 상하이 한국문화원 | 이창호 九단      | 창하오 九단          | 231수 흑 불계승  | [ 깨진 링크 ( 과거 내용 찾기 ) ] |

결과: 대한민국 우승 (6승 4패), 중국 준우승 (6승 5패), 일본 3위 (2승 5패)